# Hamish Carson
Hamish Carson (* 1. November 1988 in Paremata) ist ein neuseeländischer Leichtathlet, der im Mittel- und Langstreckenlauf an den Start geht.

## Sportliche Laufbahn
Erste Erfahrungen bei internationalen Meisterschaften sammelte Hamish Carson im Jahr 2011, als er bei der Sommer-Universiade in Shenzhen in 3:50,56 min den zehnten Platz im 1500-Meter-Lauf belegte. 2016 nahm er über diese Distanz an den Olympischen Sommerspielen in Rio de Janeiro teil und schied dort mit 3:48,14 min in der ersten Runde aus. 2018 startete er im 3000-Meter-Lauf bei den Hallenweltmeisterschaften in Birmingham und kam dort mit 8:14,40 min nicht über den Vorlauf hinaus. 2022 schied er dann bei den Weltmeisterschaften in Eugene mit 13:37,62 min im Vorlauf über 5000 Meter aus.
In den Jahren 2010 und 2011, 2013 und 2014 sowie 2016 und 2018 wurde Carson neuseeländischer Meister im 1500-Meter-Lauf.

## Persönliche Bestzeiten
- 1500 Meter: 3:36,25 min, 16. Mai 2016 in Swarthmore
  - 1500 Meter (Halle): 3:40,16 min, 6. Februar 2019 in Toruń
- Meile: 3:56,72 min, 19. Januar 2016 in Wanganui
  - Meile (Halle): 3:57,76 min, 27. Januar 2018 in Boston
- 3000 Meter: 7:49,24 min, 8. Juli 2011 in Rhede
  - 3000 Meter (Halle): 7:47,22 min, 3. Februar 2018 in New York City
- 5000 Meter: 13:17,27 min, 25. Mai 2022 in Huelva